# Australijski indeks imena biljaka
Australijski indeks imena biljaka (Australian Plant Name Index, APNI) je onlajn baza podataka svih objavljenih imena australijskih vaskularnih biljaka. On pokriva sva imena, bilo da su trenutna imena, sinonimi ili nevažeća imena. Uključuje detalje o bibliografiji i tipizaciji, informacije iz australijskog popisa biljaka uključujući distribuciju po državama, veze ka drugim resursima kao što su mape za prikupljanje uzoraka i fotografije biljaka, kao i mogućnost za beleške i komentare o drugim aspektima.

## Literatura
- Chapman, Arthur (1991). Australian Plant Name Index. Australian Flora and Fauna, Number: 12−15. Canberra: Australian Government Publishing Service. In 4 volumes:
  - Australian plant name index: A−C. Australian Flora and Fauna Series. 1. 1991. ISBN 978-0-644-13367-8. Series number 12.
  - Australian plant name index: D−J. Australian Flora and Fauna Series. 2. 1991. ISBN 978-0-644-13368-5. Series number 13.
  - Australian plant name index: K−P. Australian Flora and Fauna Series. 3. 1991. ISBN 978-0-644-13369-2. Series number 14.
  - Australian plant name index: Q−Z. Australian Flora and Fauna Series. 4. 1991. ISBN 978-0-644-13370-8. Series number 15.

## Spoljašnje veze
- Official Australian Plant Name Index (APNI) website — full detail search.